# BPMI
BPMI je neodvisna, neprofitna organizacija,  ustanovljena leta 2000, ki združuje strokovnjake iz raznih področij in iz vodilnih IT podjetij. Zavzema se za možnost razvoja in vodenje poslovnih procesov, ki sežejo preko meja posamezne organizacije. V ta namen razvija standarde za modeliranje procesov, njihovo vgradnjo, izvrševanje/izvajanje, vzdrževanje in  optimizacijo. Ti standardi temeljijo na XML in sorodnih tehnologijah. 
Cilj BPMI združenja je izdelati skupino standardov, ki bodo omogočili rokovanje s poslovnimi procesi na podoben način, kot RSUPB  omogočajo neodvisno upravljanje s podatki relacijske podatkovne baze.
V razvoju so naslednji standardi:
- BPML (Business Process Modeling Language). To je označevalni jezik za modeliranje privatnih procesov, ki temelji na XML in je namenjen izvajanju procesov.
- BPMN (Business Process Modeling Notation). To je grafična notacija za modeliranje poslovnih procesov, ki je namenjena človeku prijazni predstavitvi. Je osnova, iz katere lahko enoumno preslikamo procesni model v izvajalno različico.
- BPQL (Business Process Query Language). To je jezik za definicijo vmesnikov za dostop do infrastrukture izvajalnega in namestitvenega okolja poslovnih procesov. Omogoča povpraševanje po stanju procesov in nadzor nad njihovim izvajanjem in namestitvijo, na podoben način, kot SQL omogoča delo s podatkovno bazo.